# جان تمپستا
جان تمپستا (انگلیسی: John Tempesta؛ زادهٔ ۲۶ سپتامبر ۱۹۶۴) طبل‌زن اهل ایالات متحده آمریکا است. وی از سال ۱۹۸۹ میلادی تاکنون مشغول فعالیت بوده است.